# Domena (taksonomija)
Domena (ili superregnum, nadcarstvo) su sistem podjele živih bića na tri osnovna dijela koju zastupa Carl R. Woese s "University of Illinois", pri čemu se podjela temelji na različitoj strukturi RNK:
- Bakterije (Bacteria, Eubacteria)

- ranije prokarioti: oblik jednostaničnih organizama bez stanične jezgre

- Arheje

- ranije isto prokarioti: još jedan oblik jednostaničnih organizama bez stanične jezgre

- Eukarioti (Eukarya)

- živa bića čije stanice imaju jezgru
- u domenu eukariota pripadaju i sva višestanična živa bića
- domena eukariota podijeljena je na carstva.

Domena je prema Woesu time najviša kategorija klasificiranja živih bića.
Virusi, viroidi i prioni koji se generalno ne smatraju živim bićima, podliježu vlastitoj klasifikaciji.
Vidi: sistematika
Napomena: Za suvremene nazive Eukarioti i Prokarioti ranije su se koristili nazivi Eukarionti i Prokarionti, što se još i danas često koristi. Općenito, oba naziva se smatraju
dopuštenim. No, naziv "Arhaebakterije" za Arhaea nije dopušten.